# Politische Abteilung
El Politische Abteilung (Departamento Político), también llamado "campo de concentración Gestapo", era uno de los cinco departamentos de un campo de concentración nazi establecido por la Inspección de los Campos de Concentración (ICC) para operar los campos. Puesto de avanzada tanto de la Gestapo como de la policía criminal (Kripo), el departamento político se convirtió en el más importante de los cinco.

## Antecedentes
Theodor Eicke fue designado por el Reichsführer-SS Heinrich Himmler para establecer un sistema para administrar los campos de concentración. Eicke elaboró reglamentos para guardias y prisioneros y estableció cinco departamentos para supervisar el campo.
Los cinco departamentos fueron:
- Abteilung I: Cuartel de Mando
- Abteilung II: Departamento Político
- Abteilung III: Campo de Detención Preventiva
- Abteilung IV: Administración general
- Abteilung V: Unidad médica

A partir del verano de 1936, el Politische Abteilung (Departamento Político) era una parte importante de la estructura de mando del campo de concentración. A diferencia de los otros departamentos, no estaba bajo la dirección de la Inspección de los Campos de Concentración, sino más bien en la oficina local de la Gestapo o, después de septiembre de 1939, el  Amt IV (Gestapo) de la Oficina Central de Seguridad del Reich (RSHA). El jefe de departamento y el adjunto eran generalmente funcionarios de la Gestapo o la KriPo, o eran miembros del Sicherheitsdienst (SD). Los demás empleados del departamento eran miembros de las Waffen-SS, técnicamente también oficiales de la Gestapo, pero como miembros de las SS, pertenecían a la Stabskompanie, la empresa adscrita al cuartel general de mando y por tanto a la autoridad disciplinaria del comandante y ayudante.

## Responsabilidades

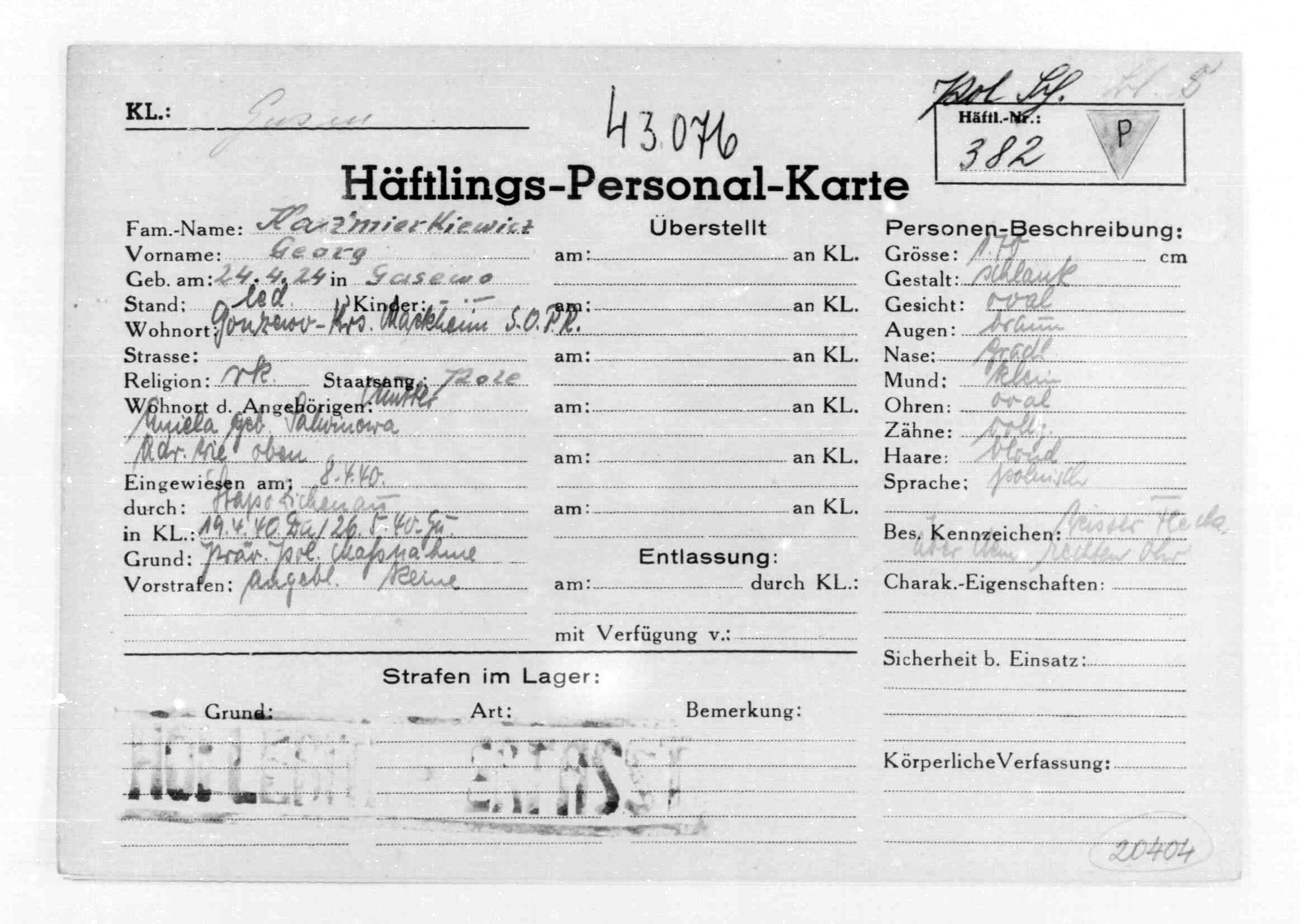
Archivo de un prisionero con notas sobre castigos en el campo de concentración.

El registrador del campo manejaba el registro de los prisioneros cuando eran admitidos y cuando se iban, ya sea por liberación, traslado, fuga o muerte. Se crearon archivos de reclusos, se tomaron fotografías de retratos, se anotó la descripción física, se archivaron breves detalles sobre la vida del recluso y las huellas digitales.
El Politische Abteilung también se encargaba del trabajo policial de los campamentos, dividiendo nuevamente este trabajo en subdivisiones específicas. El servicio de vigilancia preparaba los papeles de identificación de los presos, otro se encargaba de las investigaciones e interrogatorios y un tercero de la vigilancia de los presos. Esto incluía la lucha contra los grupos de resistencia de los campamentos clandestinos y las fuga. El departamento era conocido por sus duros interrogatorios, torturas y ejecuciones, y los presos temían a los miembros de las SS de este departamento.
El departamento también manejaba correspondencia con la Gestapo, la KriPo y la RSHA. Para un prisionero, el departamento político podría significar, dentro del sombrío mundo de un campo de concentración, un lugar relativamente agradable para trabajar, o podría significar tortura y ejecución.